# Pundamilia pundamilia
Pundamilia pundamilia és una espècie de peix d'aigua dolça de la família dels cíclids i de l'ordre dels perciformes.
A l'estadi adult poden atènyer fins a 12,4 cm de longitud total. Tenen entre 28-30 vèrtebres. Menja principalment larves d'insectes bentònics (especialment efemeròpters), tot i que, ocasionalment, també menja zooplàncton, peixets i briozous.
Viu en zones de clima tropical al llac Victòria (Tanzània) a l'Àfrica.